# Волдо (Канзас)
Волдо (енгл. Waldo) град је у америчкој савезној држави Канзас.

## Демографија
По попису из 2010. године број становника је 30, што је 18 (-37,5%) становника мање него 2000. године.
| Група             | 2000.      | 2010.       |
| Белци             | 46 (95,8%) | 30 (100,0%) |
| Афроамериканци    | 0 (0,0%)   | 0 (0,0%)    |
| Азијати           | 0 (0,0%)   | 0 (0,0%)    |
| Хиспаноамериканци | 0 (0,0%)   | 0 (0,0%)    |
| Укупно            | 48         | 30          |